# Ключі (Ірбітський міський округ)
Ключі́ (рос. Ключи) — село у складі Ірбітського міського округу Свердловської області.
Населення — 608 осіб (2010, 669 у 2002).
Національний склад населення станом на 2002 рік: росіяни — 92 %.